# Rodrigo Insúa
Rodrigo Axel Insúa (Buenos Aires, 16 dicembre 1997) è un calciatore argentino, centrocampista del Barracas Central.

## Biografia
È figlio dell'ex calciatore ed allenatore argentino Rubén Insúa. Anche suo fratello maggiore Robertino ha intrapreso la carriera di calciatore.

## Carriera
Insúa è cresciuto nel settore giovanile dell'Aldosivi, con cui ha firmato il primo contratto professionistico nell'agosto del 2018. Nell'estate del 2019 è stato ceduto in prestito al Chacarita Juniors dove ha fatto il suo esordio nel calcio professionistico il 22 ottobre nell'incontro di Primera B Nacional vinto 1-0 contro il Gimnasia (M). Al termine della stagione è stato acquistato a titolo definitivo dal club rossonero, ed il 9 maggio 2021 ha trovato il suo primo gol nell'incontro pareggiato 1-1 contro l'Estudiantes (RC).
Svincolatosi dal Chacarita a fine 2021, nel gennaio dell'anno seguente è stato annunciato dall'Calcio Estudiantes Río Cuarto tramite i propri canali ufficiali ma pochi giorni dopo il giocatore ha rifiutato l'accordo ed ha firmato con il Dep. Riestra. Dopo una sola stagione ha lasciato il club bianconero ed ha firmato con il Barracas Central arrivando per la prima volta nella massima divisione argentina.

## Statistiche

### Presenze e reti nei club
Statistiche aggiornate al 4 maggio 2025.
| Stagione                 | Squadra                  | Campionato               | Campionato | Campionato | Coppe nazionali | Coppe nazionali | Coppe nazionali | Coppe continentali | Coppe continentali | Coppe continentali | Altre coppe | Altre coppe | Altre coppe | Totale | Totale | Totale |
| Stagione                 | Squadra                  | Comp                     | Pres       | Reti       | Comp            | Pres            | Reti            | Comp               | Pres               | Reti               | Comp        | Pres        | Reti        | Pres   | Reti   |        |
| ------------------------ | ------------------------ | ------------------------ | ---------- | ---------- | --------------- | --------------- | --------------- | ------------------ | ------------------ | ------------------ | ----------- | ----------- | ----------- | ------ | ------ | ------ |
| 2019-2020                | Chacarita Juniors        | PBN                      | 9          | 0          | -               | -               | -               | -                  | -                  | -                  | -           | -           | -           | 9      | 0      |        |
| 2020                     | Chacarita Juniors        | PBN                      | 6          | 0          | -               | -               | -               | -                  | -                  | -                  | -           | -           | -           | 6      | 0      |        |
| 2021                     | Chacarita Juniors        | PBN                      | 21         | 2          | -               | -               | -               | -                  | -                  | -                  | -           | -           | -           | 21     | 2      |        |
| Totale Chacarita Juniors | Totale Chacarita Juniors | Totale Chacarita Juniors | 36         | 2          |                 | -               | -               |                    | -                  | -                  |             | -           | -           | 36     | 2      |        |
| 2022                     | Dep. Riestra             | PBN                      | 35         | 2          | -               | -               | -               | -                  | -                  | -                  | -           | -           | -           | 35     | 2      |        |
| 2023                     | Barracas Central         | PD                       | 16         | 0          | CA+CdL          | 2+12            | 1+0             | -                  | -                  | -                  | -           | -           | -           | 30     | 1      |        |
| 2024                     | Barracas Central         | PD                       | 25         | 3          | CA+CdL          | 2+15            | 0               | -                  | -                  | -                  | -           | -           | -           | 42     | 3      |        |
| 2025                     | Barracas Central         | PD                       | 16         | 2          | CA              | 1               | 0               | -                  | -                  | -                  | -           | -           | -           | 17     | 2      |        |
| Totale Barracas Central  | Totale Barracas Central  | Totale Barracas Central  | 57         | 5          |                 | 32              | 1               |                    | -                  | -                  |             | -           | -           | 89     | 6      |        |
| Totale carriera          | Totale carriera          | Totale carriera          | 128        | 9          |                 | 32              | 1               |                    | -                  | -                  |             | -           | -           | 160    | 10     |        |